# Kypello Ellados 1964-1965
La Coppa di Grecia 1964-1965 è stata la 23ª edizione del torneo. La competizione è terminata il 14 luglio 1965. L'Olympiacos ha vinto il trofeo per la dodicesima volta, battendo in finale il Panathīnaïkos.

## Sedicesimi di finale
| Squadra 1         | Risultato    | Squadra 2          |
| ----------------- | ------------ | ------------------ |
| Olympiacos        | 7 – 1        | Olympiakos Volos   |
| Panathīnaïkos     | 5 – 1 (dts)  | Lamia              |
| Nikī Volo         | 1 – 0        | Naoussa            |
| Proodeftikī       | 3 – 0 a tav. | Diagoras           |
| AEK Atene         | 4 – 0        | Athīnaïkos         |
| Apollōn Smyrnīs   | 3 – 0        | Kalogreza          |
| Arīs Salonicco    | 2 – 1        | Filippi Kavala     |
| Egaleo            | 4 – 1        | Olympiakos Kozani  |
| Pierikos          | 0 – 1        | Vyzas              |
| Nikiforos Florina | 1 – 1 (dts)  | Apollōn Kalamarias |
| AO Giannina       | 2 – 1        | Panelefsiniakos    |
| Panaigialeios     | 2 – 2 (dts)  | Fostiras           |
| PAOK              | 1 – 0        | Atromītos          |
| Irodotos          | 1 – 3 (dts)  | Ethnikos Pireo     |
| Doxa Dramas       | 2 – 0        | Īraklīs            |
| Panachaïkī        | 1 – 2 (dts)  | Paniōnios          |

## Ottavi di finale
| Squadra 1          | Risultato   | Squadra 2      |
| ------------------ | ----------- | -------------- |
| Olympiacos         | 3 – 0       | Vyzas          |
| Apollōn Kalamarias | 0 – 3       | Panathīnaïkos  |
| AO Giannina        | 1 – 2 (dts) | Nikī Volo      |
| Proodeftikī        | 3 – 0       | Panaigialeios  |
| AEK Atene          | 4 – 0       | PAOK           |
| Apollōn Smyrnīs    | 1 – 0       | Ethnikos Pireo |
| Arīs Salonicco     | 2 – 1       | Doxa Dramas    |
| Egaleo             | 1 – 0       | Paniōnios      |

## Quarti di finale
| Squadra 1       | Risultato   | Squadra 2      |
| --------------- | ----------- | -------------- |
| Olympiacos      | 3 – 1       | AEK Atene      |
| Apollōn Smyrnīs | 1 – 1 (dts) | Panathīnaïkos  |
| Nikī Volo       | 2 – 1 (dts) | Arīs Salonicco |
| Proodeftikī     | 3 – 2       | Egaleo         |

## Semifinali
| Squadra 1   | Risultato | Squadra 2     |
| ----------- | --------- | ------------- |
| Olympiacos  | 4 – 0     | Nikī Volo     |
| Proodeftikī | 0 – 1     | Panathīnaïkos |

## Finale
| Arbitro: | Fulvio Pieroni ( Italia) |

|            |           |  |
| Sideris 5’ | Marcatori |  |